# Zmienne Mandelstama
Zmienne Mandelstama – wielkości fizyczne używane w teoretycznym opisie zderzeń cząstek elementarnych. Niosą informację o względnych pędach cząstek przed i po zderzeniu, są przy tym relatywistycznie niezmiennicze, czyli ich wartości nie zależą od układu odniesienia w którym zderzenie jest obserwowane. Pierwszy raz zostały użyte do opisu zderzeń przez Stanleya Mandelstama w roku 1958 w pracy poświęconej teorii rozpraszania pionów na nukleonach.

## Definicja
Przyjmijmy, że zderzają się dwie cząstki o czteropędach {\displaystyle p_{1}} i {\displaystyle p_{2}} i masach spoczynkowych odpowiednio {\displaystyle m_{1}} i {\displaystyle m_{2}.} Po zderzeniu mamy dwie cząstki o czteropędach {\displaystyle p_{3}} i {\displaystyle p_{4}} oraz masach {\displaystyle m_{3}} i {\displaystyle m_{4}.} Zmienne Mandelstama zdefiniowane są w tych oznaczeniach następująco:
{\displaystyle s=(p_{1}+p_{2})^{2}=(p_{3}+p_{4})^{2},}
{\displaystyle t=(p_{1}-p_{3})^{2}=(p_{2}-p_{4})^{2},}
{\displaystyle u=(p_{1}-p_{4})^{2}=(p_{2}-p_{3})^{2}.}
Relatywistyczna niezmienniczość tych wielkości wynika bezpośrednio z faktu, że są one kwadratami długości czterowektorów.
Zmienna {\displaystyle s} jest równa kwadratowi masy niezmienniczej układu (w układzie jednostek, w którym {\displaystyle c=1}). Zmienna {\displaystyle t} jest kwadratem przekazu czteropędu w zderzeniu.
Zmienne Mandelstama nie są niezależne, związek pomiędzy nimi dany jest wzorem:
{\displaystyle s+t+u=m_{1}^{2}+m_{2}^{2}+m_{3}^{2}+m_{4}^{2}.}
Uwaga: niektórzy autorzy definiują zmienne {\displaystyle t} i {\displaystyle u} z odwrotnymi znakami. Definicja podana powyżej jest zgodna z konwencją propagowaną przez Particle Data Group i stosowaną przez większość fizyków.

### Jednoznaczność definicji
Jak widać z powyższej definicji, zmiana numeracji uczestniczących w zderzeniu cząstek może prowadzić do zamiany rolami zmiennych {\displaystyle t} i {\displaystyle u.} Aby uniknąć niejednoznaczności przyjmuje się konwencyjnie, że przez 3 oznaczamy cząstkę identyczną z 1, lub, jeżeli obie cząstki w wyniku zderzenia zmieniają się na inne – cząstkę bardziej podobną do 1. Na przykład w rozpraszaniu Comptona
{\displaystyle \gamma e^{-}\to \gamma e^{-}}
za cząstkę 1 uważamy foton przed zderzeniem, zaś za cząstkę 3 foton rozproszony. Natomiast w reakcji:
{\displaystyle \pi ^{-}p\to \pi ^{0}n,}
jeżeli za cząstkę 1 uznamy {\displaystyle \pi ^{-},} to za cząstkę 3 należy uznać neutralny pion. Tym samym zmienna {\displaystyle t} będzie w tym wypadku kwadratem różnicy czteropędów pionów przed i po reakcji.

### Wzory przybliżone
Wzór na {\displaystyle s} można przekształcić do postaci:
{\displaystyle s=(p_{1}+p_{2})^{2}=p_{1}^{2}+p_{2}^{2}+2p_{1}\cdot p_{2}=m_{1}^{2}+m_{2}^{2}+2p_{1}\cdot p_{2}.}
Jeżeli energie zderzających się cząstek, mierzone w układzie środka masy, są znacznie większe od ich mas spoczynkowych, wówczas można w powyższym wzorze zaniedbać kwadraty mas, otrzymując wyrażenie przybliżone:
{\displaystyle s\approx 2p_{1}\cdot p_{2}\approx 2p_{3}\cdot p_{4}}
i analogicznie dla pozostałych zmiennych
{\displaystyle t\approx -2p_{1}\cdot p_{3}\approx -2p_{2}\cdot p_{4},}
{\displaystyle u\approx -2p_{1}\cdot p_{4}\approx -2p_{2}\cdot p_{3}.}

## Klasyfikacja diagramamów Feynmana
Zderzenie dwuciałowe (czyli takie, w którym tak w stanie początkowym, jak i końcowym, mamy dwie cząstki) można w najniższym rzędzie rachunku zaburzeń opisać przedstawionymi poniżej diagramami Feynmana.
|         |         |         |
| kanał s | kanał t | kanał u |
Zmienne Mandelstama stały się źródłem nazw nadanych poszczególnym diagramom. I tak, w zderzeniu przebiegającym według schematu opisywanego przez pierwszy z diagramów cząstki 1 i 2 łączą się, tworząc wirtualną cząstkę o masie {\displaystyle {\sqrt {s}},} która rozpada się następnie na końcowe produkty zderzenia. Ten schemat nazywany jest kanałem s reakcji.
Reakcja w kanale t przebiega w taki sposób, że pomiędzy zderzającymi się cząstkami wymieniana jest cząstka wirtualna. W wyniku oddziaływania z nią cząstka 1 zamienia się w 3, zaś 2 w 4. Kwadrat czteropędu wymienianej cząstki wirtualnej wynosi w tej sytuacji {\displaystyle t.}
Kanał u jest podobny do kanału t, z tym, że w wyniku emisji lub pochłonięcia cząstki wirtualnej, cząstka 1 zmienia się w 4, zaś 2 w 3. Kwadrat czteropędu wymienianej cząstki wynosi wtedy {\displaystyle u.}